# تنگه مسینا
تنگه مسینا معبر دریایی باریکی در شرق سیسیل و غرب کالابریا در جنوب ایتالیا است. این تنگه که در منطقه مدیترانه مرکزی قرار دارد، دریای تیرنی را به دریای یونان متصل می‌کند. عرض تنگه ۵٫۱ کیلومتر و میانگین عمق این دره حدود ۲۵۰ متر است.

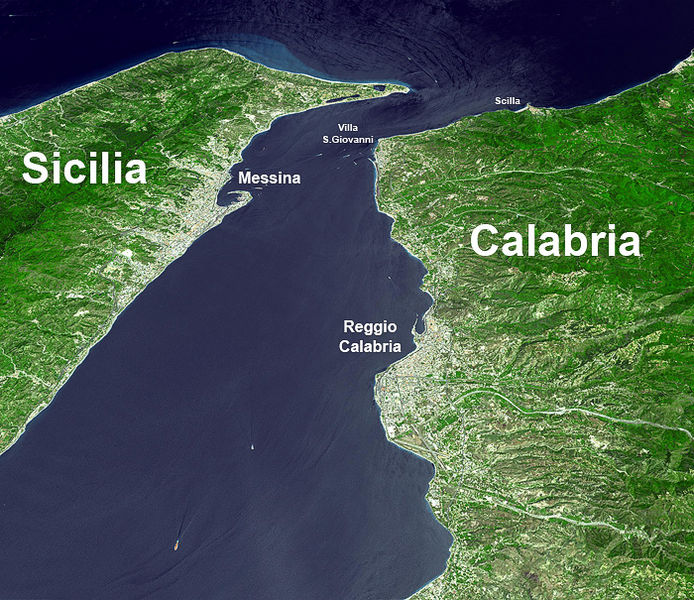
تصویر ماهواره‌ای تنگه مسینا

در ۱۹۵۷ میلادی یک خط انتقال هوایی در طول تنگه مسینا ایجاد شد.